# Æthelred II. (Northumbria)

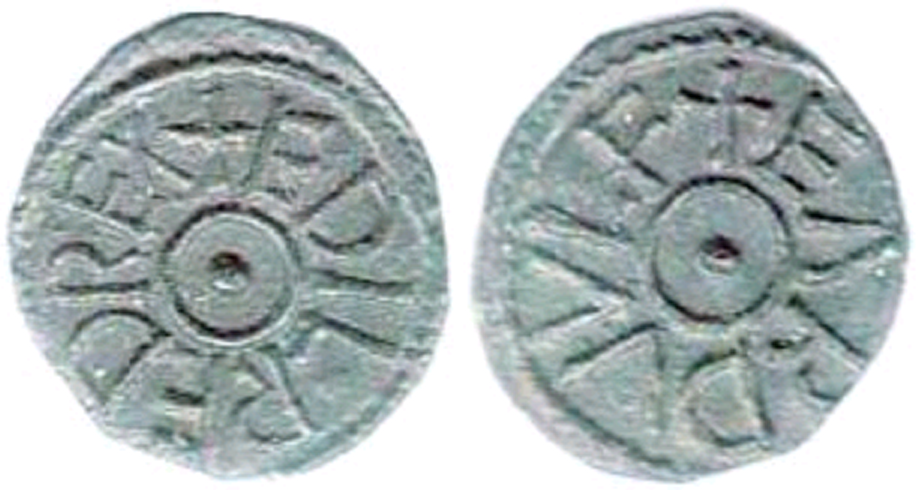
Æthelred ließ diese styca vom Münzmeister Eardwulf prägen

Æthelred II. (auch Aethelred, Edilred) war um die Mitte des 9. Jahrhunderts König des angelsächsischen Königreiches Northumbria.

## Leben
Æthelred war der Sohn des Königs Eanred (808/810–840/841 oder 830–854) von Northumbria. Seine Mutter ist unbekannt. Möglicherweise war er ein Nachfahre von Eadwulf (705–706) aus dem northumbrischen Königshaus.
Die Chronologie der Herrscherfolge dieser Zeit ist für Northumbria unsicher und widersprüchlich überliefert. Als Eanred um 840/841 oder um 854 starb, wurde sein Sohn Æthelred II. Nachfolger als König. Allgemein anerkannt ist, dass Rædwulf (844 oder 858) für eine kurze Zeit in der Mitte der Regierungszeit Æthelreds den Thron usurpierte. Rædwulf fiel noch im selben Jahr bei Alutthelia (Elvet bei Durham) in Kämpfen gegen Wikinger und Æthelred kam wieder an die Macht.
Die von Æthelred geprägten stycas (Silbermünzen mit sehr geringem Feingehalt) waren von so schlechter Materialqualität, dass man sie als Messingwährung bezeichnen kann. Über 760 Stück dieser stycas blieben erhalten. Die weite Verbreitung dieser Münzen sogar über die Grenzen Northumbrias hinaus nach Mercia, East Anglia und Kent, weist auf Kontrolle und Steuerung der Wirtschaft durch den König hin.
Nachdem Æthelred um 848/849 oder um 862 unter unbekannten Umständen ermordet worden war, folgte ihm Osberht auf den Thron.